# Агу, Микел
Микел Ндубусу Агу (англ. Mikel Ndubusi Agu; род. 27 мая 1993, Бенин-Сити) — нигерийский футболист, полузащитник клуба «Сёнан Бельмаре» и сборной Нигерии.

## Клубная карьера
Агу — воспитанник португальского клуба «Порту». 12 августа 2012 года в матче против «Тонделы» он дебютировал за дублирующий состав в Сегунда лиге. В начале 2014 года Микел был включён в заявку основной команды. 16 февраля в матче против «Жил Висенте» он дебютировал в Сангриш лиге.
В начале 2016 года Агу на правах аренды перешёл в бельгийский «Брюгге». 16 января в матче против «Мускрон-Перювельз» он дебютировал в Жюпиле лиге. По итогам сезона Агу стал чемпионом Бельгии.
Летом 2016 года Микел на правах аренды присоединился к «Витории Сетубал». 14 августа в матче против «Белененсиша» он дебютировал за новую команду. Летом 2017 года Агу был отдан в аренду в турецкий «Бурсаспор». 11 августа в матче против «Истанбул Башакшехир» он дебютировал в турецкой Суперлиге. 16 октября в поединке против «Османлыспора» Микел забил свой первый гол за «Бурсаспор».

## Международная карьера
1 июня 2017 года в товарищеском матче против сборной Того Агу дебютировал за сборную Нигерии.

## Достижения
«Брюгге»
- Чемпион Бельгии: 2015/16